# Дуган, Роб
Роб Дуган (англ. Rob Dougan), также известный как Rob D (род. 21 марта 1969 года, Сидней, Австралия) — композитор, смешивающий различные музыкальные жанры. Его композиции представляют собой смесь элементов оркестровой музыки, трип-хопа, и вокала. Известность получил в 1995 году после выпуска сингла «Clubbed to Death (Kurayamino variation)», который был популяризирован в звуковых дорожках фильма «Матрица», а позже в трейлерах для «Блэйд: Троица» и «Ультрафиолет».

## Биография
В 1995 году его композиция «Clubbed to Death» дала ему признание в британской танцевальной музыке. Он создал около дюжины ремиксов данного произведения, включая любимый поклонниками микс «Kurayamino variation». Рекорд-лейбл Mo' Wax был рад его успеху, и позже они договорились с автором о выпуске «Clubbed to Death 2» (впоследствии вошедшим в альбом как бонус-трек).
Роб Дуган выпустил «Furious Angels» как сингл, но в сотрудничестве не с «Mo' Wax», а с новым лейблом «Cheeky Records». Дуган трудился ещё шесть лет, делая ремиксы и лицензируя свои треки так, чтобы для выпуска альбома его композиции базировались бы на оркестровой музыке и хоре.
В 1999 году его популярность резко увеличилась благодаря тому, что композицию «Clubbed to Death» использовали в качестве саундтрека в фильме «Матрица».
Также Роб создавал аранжировку и ремиксы песен для U2, Moby и Кайли Миноуг, прежде чем внес ещё два трека в музыку для художественного фильма «Матрица: Перезагрузка» — «Château» и «Furious Angels». В сериях «Матрицы» другие его композиции были включены в фоновую второстепенную музыку звуковых дорожек.
В 2001 год Роб Дуган выпустил свой дебютный альбом «Furious Angels», который был тепло встречен критиками. Позже был выпущен инструментальный вариант альбома.
В 2006 году Роб Дуган пишет пару песен для Sugababes и создаёт два собственных альбома — оригинальный и классический.
По состоянию на апрель 2008 года Роб Дуган работал над двумя новыми альбомами. В короткометражном фильме The Letter упоминается, что саундтрек к нему был написан Робом Дуганом.
9 мая 2015 года выходит в продажу записанный 31 августа 2014 года в студии Air Lyndhurst мини-альбом «The 22nd Sunday in Ordinary Time Sessions» состоящий из 5 композиций и включающий 22-х минутный фильм и цифровой буклет. Первый трек мини-альбома называется «Токката Фрескобальди».

## Личная жизнь
Роб Дуган живёт в Лондоне в области Bermondsey, находящейся на южном берегу реки Темзы и являющейся частью лондонского городка Southwark.
С 2004 года Роб Дуган является совладельцем виноградника и винодельни «La Peira en Damaisela», находящихся в южной части Франции.

## Дискография

### Студийные альбомы
- - 1-CD [RDR Album Volume 1. Clubbed to Death] (11 треков, 1995).
- «Furious Angels».
  - 1-CD (14 треков, 2002) в базовой редакции.
  - 2-CD (15+10 треков, 2003) переизданная версия (второй диск содержит инструментальные версии первого диска).

### Синглы и EP
- 1994: «Hard Times».
- 1995: «Clubbed To Death».
- 1998: «Furious Angels».
- 2015: «The 22nd Sunday In Ordinary Time Sessions».
- 2016: «Misc. Sessions»[7]
- 2019: «The Life Of The World To Come»

### Семплы
- 2002:«Furious Angels Album Sampler».

### Эксклюзивные CD, DVD
- 2002: «Clubbed To Death (The CD-Rom Experience A Phorensic Autopsy)» (CD)
- 2002: Интервью о создании альбома Furious Angels «Edition Press Kit» (CD)
- 2003: «Furious Angels (The Man Behind The Music)» (CD)
- 2003: «Promo DVD»

### Саундтреки
- 1996: Композиции «Clubbed To Death», «Clubbed To Death (Darkside)», «Andrea Parker — The Electric Chair» и «Furious Angels» для фильма «Clubbed To Death (Lola)».
- 2000: Композиции «Nowhere (Instrumental)»,«Furious Angels» и «I’m Not Driving Anymore» для фильма «Running Time».
- 2001: Композиция «Moby — Porcelain (Clubbed To Death Variation)» для фильма «Fifteen Minutes».
- 2003: Композиция «Clubbed To Death (Hybrid Remix)» для видеоигры «Enter the Matrix».
- 2003: Композиции «Furious Angels» и «Château» для фильма «Матрица: Перезагрузка».
- 2003: Композиция «Too Lost In You» для фильма «Реальная любовь» (сопродюсер).
- 2004: Композиция «One And The Same (One Perfect Day Remix)» для фильма «Отличный день».
- 2005: Композиция «Kristine W. — Feel What You Want» для видеоигры «Grand Theft Auto: Liberty City Stories».
- 2005: Композиция «Drinking Song» для фильма «Andro».
- 2009: Композиция «The Letter» для рекламного ролика «Solange Azagury-Partridge».

### Совместные композиции
- 1991: Franke — «Understand This Groove».
- 1992: Restless Rockers — «Dem Dem / Restless».
- 1992: Gabrielle — «Dreams» (Maxi — Single).
- 1992: Hypnotize — «High on Love».
- 1993: Pet Shop Boys — «Can You Forgive Her?».
- 1993: Our Tribe — «I Believe In You».
- 1993: Franke — «We’re On A Mission».
- 1993: The Wonderstuff — «Full Of Life».
- 1993: Shola — «Love, Respect + Happiness».
- 1993: Dina Carroll — «Falling (Dignity Mix)».
- 1994: Our Tribe With Franke Pharoah & Kristine W — «Love Come Home».
- 1994: 3rd Nation — «I Believe».
- 1994: Raze — «Break 4 Love».
- 1994: Lazy Lads — «Let It Roll».
- 1994: Kristine W — «Feel What You Want».
- 1994: The OT Quartet — «Hold That Sucker Down».
- 1994: Juliet Roberts — «I Want You».
- 1994: Rollo Goes Camping — «Get Off Your High Horse».
- 1994: Sister Bliss — «Cantgetaman, Cantgetaman».
- 1994: Pet Shop Boys — «Absolutely Fabulous».
- 1994: Sheer Bronze — «Walkin’On».
- 1994: OT — «Tunes (High)».
- 1994: Starr — «Stand Up».
- 1995: KMC ft. Danhy — «Somebody To Touch Me».
- 1995: L’Homme Van Renn — «The (Real) Love Thang».
- 1995: One Tribe ft. Roger — «High As A Kite».
- 1995: The Sphinx — «What hope Have I».
- 1995: OT Quartet — «Hold That Sucker Down».
- 1996: Andrea Parker — «The Rocking Chair» (Maxi — Single).
- 1996: Kristine W — «One More Try» (Maxi — Single).
- 1996: Kristine W — «Land Of The Living» (Maxi — Single).
- 1996: U2 — «Numb (Give Me Some More Dignity Mix)».
- 1997: Kylie Minogue — «Jump».
- 1997: Kristine W — «Land Of The Living (Album)».
- 1997: Rimbaud ft. Sister Bliss — «Hard Times».
- 2000: Moby — «Porcelain (Clubbed To Death Variation)».
- 2000: Romero — «What Hope Have I».
- 2000: Shawn Christopher — «So Wrong».
- 2003: Sugababes — «Too Lost In You» (Single).